# Port de Salau
Le port de Salau est un col de la chaîne pyrénéenne, frontalier entre la France (département de l'Ariège) à l'est et l'Espagne à l'ouest. Situé à l'altitude de 2 085 à 2 087 m, il joint la vallée du Salat au nord et la vallée de la Noguera Pallaresa (comarque de Pallars Sobirà) au sud.

## Toponymie
Le qualificatif de « port » (latin portus) désigne dans les Pyrénées un col. Salau est un hameau du côté français.

## Géographie
Le versant oriental du col se trouve sur la commune française de Couflens, dans le Haut-Salat et dans le parc naturel régional des Pyrénées ariégeoises. Située dans le parc naturel de l'Alt Pirineu, la commune espagnole frontalière est Alt Àneu, dont le village le plus proche est Alos d'Isil.

## Histoire

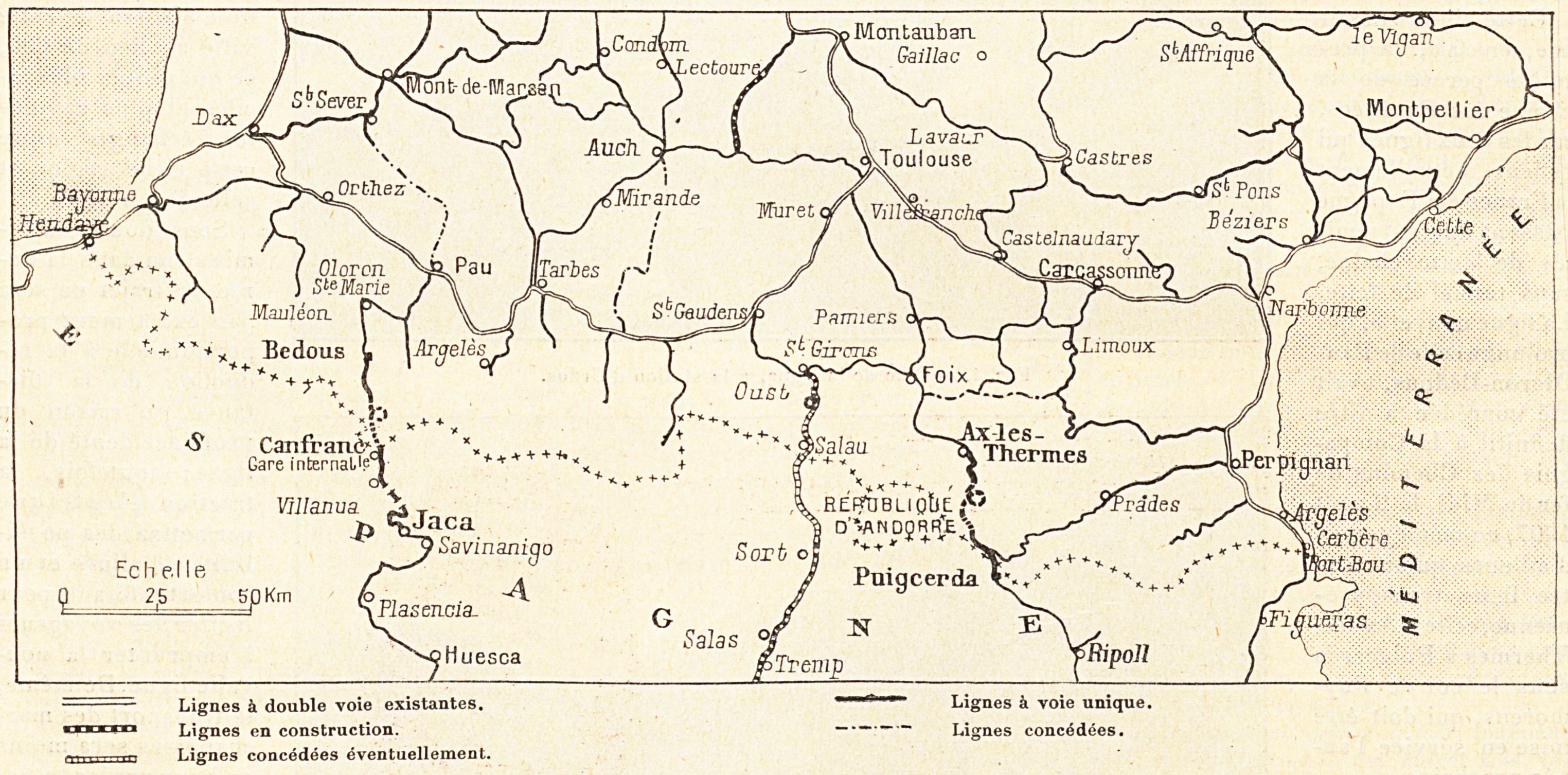
Carte du projet de transpyrénéen sous le port de Salau en 1928.

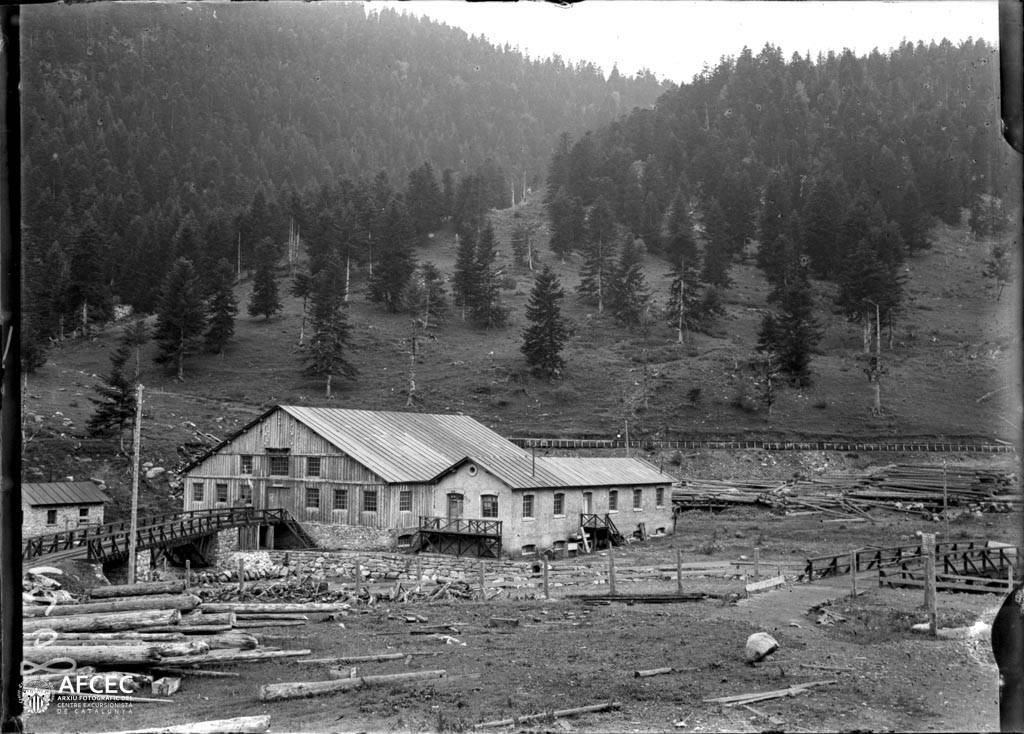
Photographie ancienne de l'installation forestière Matussière-et-Forest à Bonabé.

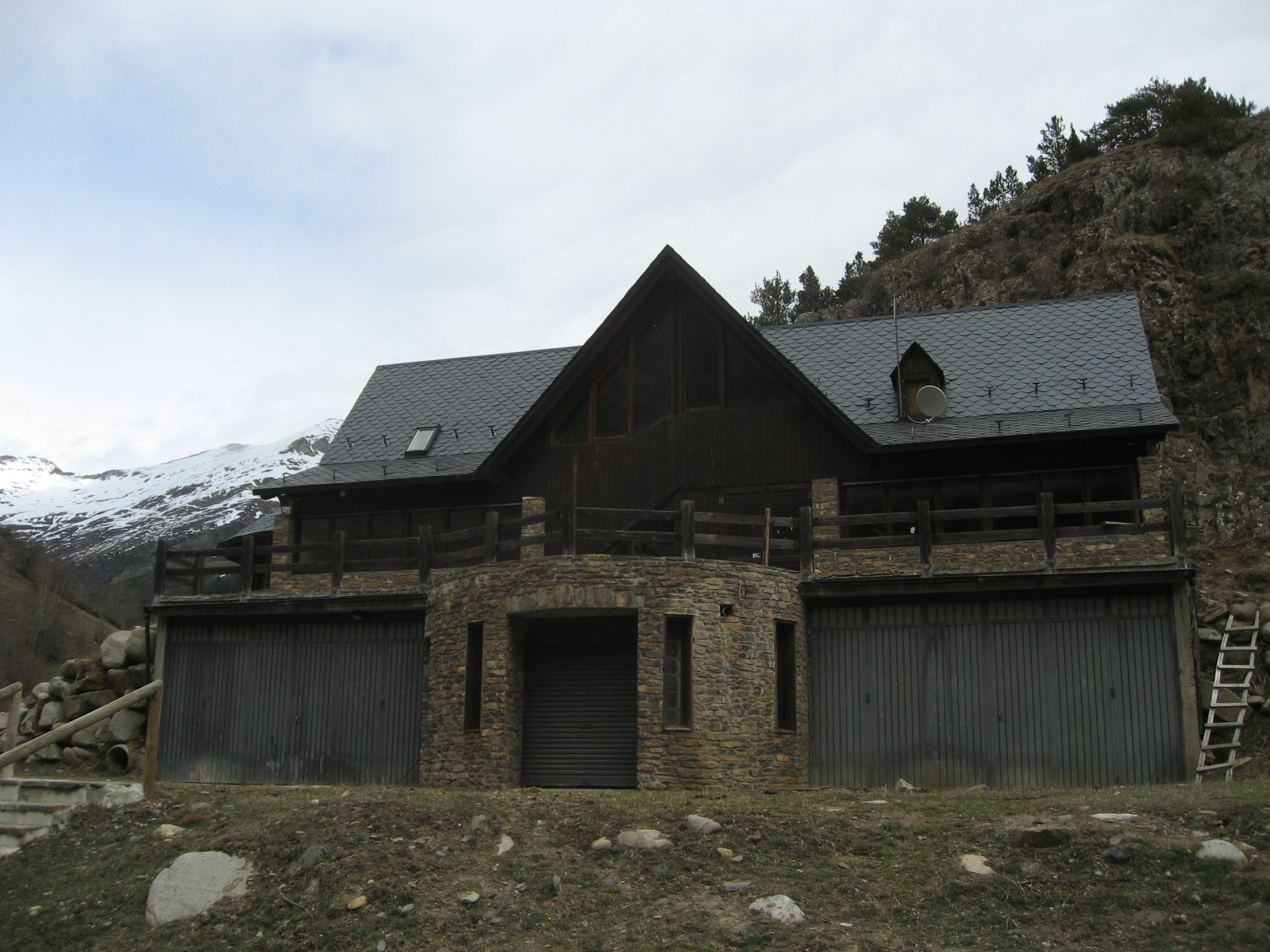
Le refuge del Fornet (1375 m), entre le port de Salau et Alos et près de la piste conduisant à Bonabé et Montgarri.

Par son altitude relativement basse dans cette partie de la chaîne pyrénéenne (c'est le point de passage transfrontalier le plus bas entre le Val d'Aran à l'ouest et le Pas de la Case à l'est), c'est de longue date un point de passage privilégié entre le Couserans (Ariège - Occitanie) et le Pallars Sobirà (province de Lérida - Catalogne). En effet, le port de Salau était un passage pour les pèlerins dès le XIIe siècle pour se rendre en Espagne. C’est pourquoi les Hospitaliers de l'ordre de Saint-Jean de Jérusalem construisirent à Salau un hospice à proximité de la chapelle fondée un peu plus tôt par une princesse espagnole. Ils s’y établirent en 1203. 
La convention signée en 1904 entre la France et l'Espagne prévoyait la construction d'une liaison ferroviaire internationale entre Saint-Girons et Sort (Pallars Sobirà), franchissant la frontière par un tunnel sous le port de Salau. Ce projet fut ensuite abandonné et quelquefois réactivé jusque dans les années 1990, notamment sous forme d'une liaison routière par le port d'Aula, situé à proximité (ouest) et ébauchée sur le versant français.
Élément constitutif du projet ferroviaire, la ligne Lérida - La Pobla de Segur fonctionne et a même été rénovée par la Généralité de Catalogne. L’Espagne ouvre la section de Lérida à Balaguer en 1924 et la ligne est même prolongée jusqu’à La Pobla de Segur en 1951. Versant français, des travaux importants ont été engagés dans les gorges de la Ribaute sans jamais que des rails ne soient posés.
Au début du XXe siècle, la papeterie Matussière et Forest située à Salau importait du bois provenant de vallée de la Noguera Pallaresa, notamment de la forêt de Bonabé, au moyen de deux câbles de part et d'autre du col. Les ruines conséquentes du bâtiment des ouvriers forestiers et câbliers ont fait l'objet de travaux de cristallisation en 2019.

## Activités

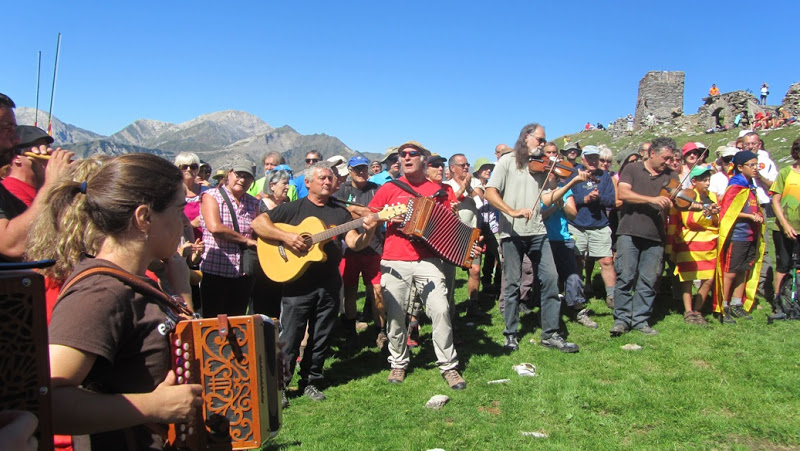
Rencontre occitano-catalane au port de Salau le 1er août 2015.

### Échanges transfrontaliers
Depuis 1988, chaque premier dimanche d'août sauf durant la pandémie de Covid-19, « La Pujada » est une randonnée d'altitude menant à une rencontre occitano-catalane sur le port de Salau. Le départ est organisé le matin, vers sept heures à Salau et le trajet dure environ 3 h 30. Les Catalans ont un accès plus aisé et plus court depuis Alos d'Isil (commune d'Alt Àneu). Une fois réunis, Catalans et Occitans partagent des moments de convivialité, échangent des produits de leurs terroirs avant de redescendre vers leurs villages respectifs avant la tombée de la nuit,,,.
Depuis la fin des années 1980, l'association ASPIC est directement impliquée dans l'historiographie du port, l'organisation des pujadas et la sauvegarde du patrimoine bâti. Elle édite un bulletin annuel trilingue (français, occitan, catalan) : Vent du port.